# Spitital
Das Spitital ist ein Gebirgstal im Himalaya im Nordosten von Himachal Pradesh in Indien. Der Name „Spiti“ bedeutet „das mittlere Land“, das heißt das Land zwischen Tibet und Indien.
Das Tal ist stark von einer buddhistischen Kultur ähnlich der in Tibet und Ladakh geprägt. Das Tal und seine Umgebung sind eine der am dünnsten besiedelten Regionen Indiens. Es liegt im Distrikt Lahaul und Spiti. Der Verwaltungssitz ist Kaza, das am Spiti auf einer Höhe von 3800 m liegt.

## Kultur
Das Spitital ist ein Zentrum des Buddhismus. Beachtenswert sind das Kye-Kloster und das Tabo-Kloster. Die Klöster des Tals dienten als Kulisse für die Filme Paap und Milarepa. Einige Mönche erscheinen ebenfalls im Film.
Spiti ist die Sommerheimat für Hunderte von halbnomadischen Gaddi, die ihre Schafe und Ziegen im Tal weiden lassen. Sie kommen im Sommer ins Tal und verlassen es, wenn der erste Schnee fällt.

## Verkehr
Das Tal ist über die Straße von Manali oder Keylong über den Rohtang-Pass oder den Kunzum-Pass zu erreichen.
Die Verbindung des Tals nach Norden ist bis zu acht Monate durch Schnee und Eis unterbrochen. Die südliche Verbindung ist zeitweise durch Winterstürme von November bis Juni unterbrochen, doch wird sie gewöhnlich nach ein paar Tagen wiederhergestellt. Diese Verbindung führt über Shimla durch das Tal des Satluj in den Distrikt Kinnaur.
Reisende, die nicht aus Indien kommen, brauchen eine Inner Line Permit, um von Kinnaur ins Spitital zu kommen, da man in die Nähe der chinesisch-indischen Grenze kommt.